# Pecteilis susannae
Pecteilis susannae är en orkidéart som först beskrevs av Carl von Linné, och fick sitt nu gällande namn av Constantine Samuel Rafinesque. Pecteilis susannae ingår i släktet Pecteilis och familjen orkidéer. Inga underarter finns listade i Catalogue of Life.